# Penitenciarul cu regim de maximă siguranță București
Penitenciarul București-Jilava este una din unitățile subordonate Administrației Naționale a Penitenciarelor, fiind localizat pe raza administrativă a comunei Jilava, Ilfov.

## Istorie
Fortul 13 Jilava a fost amenajat în 1907 ca închisoare militară a cărei destinație s-a păstrat până la 1 aprilie 1948. Sute de țărani din județul Ilfov, arestați pentru că au participat la răscoala țărănească din 1907, au fost depuși în această închisoare militară. În perioada Primului Război Mondial a fost populat cu deținuți proveniți din rândurile militarilor care refuzau să se prezinte la încorporare sau pentru alte infracțiuni cu caracter militar. După ocuparea orașului București de către trupele germane, în închisoare au fost aduși prizonieri de război.
În 1940, au fost închiși legionari politicieni și salariați din aparatul de stat pe care poliția legionară i-a suprimat în celulele închisorii în noaptea de 26/27 noiembrie 1940. În timpul celui de-Al Doilea Război Mondial, deși era închisoare militară, a devenit locul de detenție, atât preventivă cât și după condamnare, pentru deținuții politici. Rămâne ca închisoare militară până la 1 aprilie 1948 când e transformată în penitenciar în subordinea Ministerului de Interne, la Direcția Generală a Penitenciarelor.
Începând din anul 1966, în Penitenciarul Jilava s-a înființat o secție unde erau deținute elementele cele mai înrăite și recalcitrante. Astfel, la 1 august 1967 erau deținute persoane care au săvârșit infracțiuni contra securității statului, deținuți de drept comun recidiviști, cu condamnări peste 10 ani sau care nu puteau fi folosiți la muncă, deținuți de drept comun, înrăiți și recalcitranți, indiferent de starea de recidivă, infracțiunea comisă și condamnare, cărora li se aplică un regim sever, foști evadați din unitățile Direcției Generale a Penitenciarelor, indiferent de starea de recidivă, infracțiunea săvârșită și de condamnare, care nu sunt folosiți la munci.
În anul 1973 s-a dat în folosință blocul nou în care au fost cazați deținuți minori, bloc care era format din centrul de primire, observare și repartizare minori și Penitenciarul pentru Minori. În locul Penitenciarului pentru Minori a luat ființă în 1987 Penitenciarul de Tineri București ce a funcționat până în anul 1988 când, prin demolarea Penitenciarului Rahova, deținuții de acolo au fost transferați aici începându-se extinderea spațiilor de deținere cu încă un corp de clădire finalizat în anul 1990.
În perioada 17 decembrie 1989 - 31 ianuarie 1990 a avut loc o revoltă a deținuților care au reușit să iasă din camere prin forțarea ușilor, să se urce pe clădiri, iar în unele locuri au forțat dispozitivele de pază, cerând punerea în libertate deși nu beneficiau de acest act de clemență.